# San Marino ai XII Giochi olimpici invernali
San Marino partecipò ai XII Giochi olimpici invernali, svoltisi a Innsbruck, Austria, dal 4 al 15 febbraio 1976, con una delegazione di 2 atleti impegnati in una disciplina.